# Hypoctonus browni
Hypoctonus browni är en spindeldjursart som beskrevs av Gravely 1912. Hypoctonus browni ingår i släktet Hypoctonus och familjen Thelyphonidae. Inga underarter finns listade i Catalogue of Life.